# Glenrothes
Glenrothes (en gaélico escocés: Gleann Rathais) es una localidad situada en el concejo de Fife, en el centro-este de Escocia, Reino Unido. Se encuentra aproximadamente a medio camino entre Edimburgo y Dundee.

## Historia
Glenrothes fue la segunda «ciudad planificada» que se construyó bajo la New Towns Act de 1946. Se creó en 1948 en un intento de atraer empleo y población al centro de Fife, gracias a la creación de Rothes Colliery, una gran mina de carbón. Sin embargo, la planta cerró en 1961, tras sólo cuatro años en funcionamiento, debido a problemas irresolubles con las aguas subterráneas, y a la disminución de la demanda de carbón en todo el país.

## Demografía
En 1950 la población en el área designada de Glenrothes era de aproximadamente 1000 personas que fueron situadas en las aldeas de Woodside y Cadham y en los numerosos escalones de la granja que fueron esparcidos por el área. El crecimiento de la población en las primeras fases de la ciudad se describió como lento debido a la dependencia en el crecimiento de los lugares de trabajo en la mina de carbón de Rothes. En 1960 se demostró que la población de la ciudad aumentó a 12.499 personas aumentando a 28.098 en 1969.  La ciudad experimentó sus mayores niveles de crecimiento demográfico entre 1964 y 1969 con un nivel medio de migración hacia el interior de 1900 personas por año. En 1981 se calculó que la población de Glenrothes había aumentado a 35.000 y en el momento en que se disolvió el GDC en 1995 se estimó que la población de la ciudad estaba en apenas sobre 40.000 personas.
El censo de 2001 registró la población de Glenrothes en 38.679, representando el 11% de la población total de Fife. El censo de 2011 registró un aumento de la población del 1,5% a 39.277. [2] La población total en el área más ancha de Glenrothes se estimó en 50.701 sobre la base de las estimaciones a mediados de 2013 a partir de los registros nacionales de Escocia. El número de hogares en Glenrothes en 2011 se registró en 16.910; El 64,5% de los cuales eran propiedad. Los grupos de edad de 30-44 años de edad (20,2%) y 45-59 años de edad (21,3%) constituyen la mayor parte de la población. 16-29 años de edad constituyó el 16,6% de la población de la ciudad.
Un estudio realizado por la Universidad Heriot-Watt en 2008 mostró un salario semanal bruto promedio local de £ 450 en el área de Glenrothes, contra un promedio Fife de £ 449 y un promedio escocés de £ 468. [82] Los salarios reflejan el tipo de puestos de trabajo disponibles localmente, incluido el empleo superior al promedio en la industria manufacturera y el sector público. [83] La población en edad de trabajar de la ciudad en 2011 fue de 29.079. El porcentaje de población económicamente activa en Glenrothes se registró en 68,2% en 2011. [2]
El número de solicitantes de Asistencia de Solicitante de Empleo (JSA) en enero de 2016 en el área de Glenrothes fue 722, lo que representa una tasa de 2.2%. [84] Esto se compara con 825 reclamantes de JSA en enero de 2015, lo que representa una caída anual de 103 reclamantes. [84] Las cifras del índice escocés de la privación múltiple (SIMD) indican que las áreas de Auchmuty, de Cadham, de Collydean, de Macedonia y de Tanshall en Glenrothes caen dentro del anillamiento del 10-15% de comunidades privadas en Escocia. Índice Escocés de Múltiple Deprivación cifras en 2012 registra el porcentaje de la población local que es el empleo privado en un 14,5% frente a un Fife y Scottish Media de 12,8%. El porcentaje de la población local que tiene ingresos privados en 2012 se registró en 15.7% contra un Fife y el promedio escocés de 13.4%.

## Atractivos turísticos
En Glenrothes pueden admirarse diversos parques, un paisaje agraciado, gran cantidad de esculturas y obras de arte, así como uno de los mayores centros comerciales de Escocia.

## Instituciones
La ciudad también alberga diversas instituciones religiosas y educativas, y está bien conectada con las principales ciudades escocesas.